# Stanislav Loska
Stanislav Loska (21 de junio de 1968) es un deportista checo que compitió en esquí alpino adaptado. Ganó una medalla de bronce en los Juegos Paralímpicos de Lillehammer 1994 en la prueba de eslalon (clase LW6/8).

## Palmarés internacional
| Juegos Paralímpicos | Juegos Paralímpicos   | Juegos Paralímpicos | Juegos Paralímpicos |
| Año                 | Lugar                 | Medalla             | Prueba              |
| ------------------- | --------------------- | ------------------- | ------------------- |
| 1994                | Lillehammer (Noruega) | Medalla de bronce   | Eslalon LW6/8       |